# Szerelemre hangolva (film, 2000)
A Szerelemre hangolva (hagyományos kínai írásmóddal: 花樣年華, mandarin pinjin: Fa yeung nin wa, angol címén: In the Mood for Love) 2000-es francia-hongkongi romantikus filmdráma, amelyet Vóng Ká-vaj rendezett. A történet az 1991-ben bemutatott Vadító szép napok folytatása. A produkció főbb szerepeiben Maggie Cheung és Tony Leung Chiu-wai. A befejező rész 2004-ben jelent meg 2046 címmel.
A Szerelemre hangolvát 2000. május 20-án mutatták be a 2000-es cannes-i filmfesztiválon, ahol megnyerte a legjobb férfi alakítás díját és Arany Pálmára is jelölték. Hongkongban 2000. szeptember 29-től vetítették a mozikban. A magyar közönség 2001. március 29-től láthatta a mozivásznon.
A produkció benne volt az 1001 film, amit látnod kell, mielőtt meghalsz című 2005-ös kiadványban, és a Guardian Minden idők legjobb filmjei listáján, ahol az ötödik helyet foglalta el a romantikus filmek között.

## Cselekmény
Csao Mo-van, egy hongkongi újság főszerkesztője. Mo-van feleségével beköltözik egy sanghaji lakásba, ahol megismerkedik Csan Li-zsennel. A Csan házaspár a szomszédos lakásban éln, Li-zsen férje üzletember, aki gyakran utazik. Mo-van felesége több műszakban dolgozik egy hotelban, így Li-zsen és Mo-van is gyakran vannak egyedül. 
Hamarosan azonban rá kell ébredniük, hogy megcsalják őket párjaik egymással. Li-zsen és Mo-van szimpátiát éreznek egymás iránt, és egyre több időt töltenek együtt, hogy elmeneküljenek a bánatuk és a magány elől. Kapcsolatuk gyengéd és félénk, és folyamatosan beárnyékolja Li-zsen vágya, hogy férje visszatérjen hozzá, valamint a szokásokhoz és az erkölcshöz való ragaszkodásuk. Bár Mo-van és Li-zsen egymásba szeretnek, nem merik megtenni a döntő lépést. Mo-van úgy próbál kiutat találni, hogy kung-fu történeteket kezd írni, ami Li-zsent is érdekli. Mo-van szobájában folyó közös, tényszerű munka valóban közelebb hozza őket egymáshoz, de a főbérlő Szuen asszony szigorú felügyelete miatt a titoktartás súlya nehezedik rájuk. 
Mo-van kibérel egy szállodai szobát, hogy zavartalanul találkozhassanak, de a történet során kiderül, hogy nem lépett komolyra a kapcsolatuk, megmaradt a zavar és a melankólia. Belátják mindketten, hogy szerelmüknek nem lehet jövője. Li-zsen férje visszatér, Mo-van pedig Szingapúrba utazik. Li-zsen újra megpróbál kapcsolatba kerülni a férfival, és utána utazik, de mire Mo-van hazatérne, addigra elmegy. Mo-van Kambodzsába utazik, és az Angkorvat templomban tett látogatása során eltemeti szerelmét: egy falon lévő lyukba suttog valamit - feltehetően egy korábban soha ki nem mondott szerelmi vallomást -, majd földdel és fűvel szorosan bedugaszolja azt.
Évekkel később Li-zsen, férje és fia visszaköltözik a régi lakásukba. Mo-van nosztalgiából szintén meglátogatja régi otthonát, nem tudván, hogy Li-zsen visszatért. Újra elmegy anélkül, hogy találkozna vele.

## Szereplők
| Szerep                  | Színész             | Magyar hangja |
| ----------------------- | ------------------- | ------------- |
| Szu Li-zsen Csan        | Maggie Cheung       | Kováts Adél   |
| Csao Mo-van             | Tony Leung Chiu-wai | Csőre Gábor   |
| Ah Ping                 | Siu Ping Lam        | n.a           |
| Mrs Szuen               | Rebecca Pan         | n.a           |
| Mr Ho                   | Kelly Lai Chen      | n.a           |
| férfi Mr Kú lakásán     | Joe Cheung          | n.a           |
| Mr Kú                   | Chan Man-Lei        | n.a           |
| Mrs Szuen szolgálólánya | Chin Tsi-ang        | n.a           |
| Mr Csan hangja          | Roy Cheung          | n.a           |
| Mrs Csau                | Paulyn Sun          | n.a           |

## Fogadtatás

### Kritikai visszhang
A film kiváló értékelést kapott a filmkritikusoktól. A Rotten Tomatoeson 92%-os minősítést ért el 187 értékelés alapján, az összefoglaló szerint: „Maggie Cheung és Tony Leung remekül forgatott darabja, amely Vóng Ká-vaj elegáns stílusának komor fejlődését jelzi, a Szerelemre hangolva egy olyan kínzó csábítás, amely képes összetörni a szívedet.” Elvis Mitchell a New York Timestól azt írta: „A Szerelemre hangolva valószínűleg az év leglélegzetelállítóbb filmje, szédítően romantikus, hogy a szemed az ablaküveghez paszírozod, és ez már régóta hiányzott a mozikból.” Peter Bradshaw a Guardiantől azt írta: „Ha lehetséges megtalálni a kétségbeesés erotikus katalógusát, vagy a közöny romantikus dimenzióját, Vóng Ka-vajnak új filmjében minden bizonnyal sikerült is.” Kevin Maher a Timestól azt írta: „A soha meg nem valósult szerelem elbűvölő története - a műfaj legjobbjai közé tartozik, a Kései találkozás és a Római vakáció mellett.”
A MetaCritic 87 pontot adott a 100-ból 28 vélemény alapján. Desson Thomson a Washington Posttól azt írta: „Az év legszexibb filmje.” Mike Clark a USA Todaytől azt írta: „Stílusosan igényes, bosszantóan affektált csomag, amely a legtöbb embernek alvásra ad okot.” Steven Rea a Philadelphia Inquirertől azt írta: „Ünnep a szemnek és vigasz a léleknek.”

### Bevételi adatok
A Box Office Mojo szerint a film 12,8 millió dolláros bevételt ért el, a költségvetésről nincs adat.

## Fontosabb díjak és jelölések
| Esemény                        | Díj                                                                   | Eredmény |
| ------------------------------ | --------------------------------------------------------------------- | -------- |
| 54. BAFTA-gála                 | BAFTA-díj a legjobb nem angol nyelvű filmnek                          | Jelölve  |
| 2000-es cannes-i filmfesztivál | Arany Pálma                                                           | Jelölve  |
| 2000-es cannes-i filmfesztivál | Legjobb férfi alakítás díja – Tony Leung Chiu-wai                     | Elnyerte |
| 2000-es cannes-i filmfesztivál | Technikai-művészi CST-díj                                             | Elnyerte |
| César-díjak 2001               | César-díj a legjobb külföldi filmnek                                  | Elnyerte |
| David di Donatello-gála        | David di Donatello-díj a legjobb külföldi filmnek                     | Jelölve  |
| 2000-es Európai Filmdíjgála    | Legjobb nem európai film                                              | Elnyerte |
| Arany Paripa Filmfesztivál     | Arany Paripa-díj a legjobb filmnek                                    | Jelölve  |
| Arany Paripa Filmfesztivál     | Arany Paripa-díj a legjobb női főszereplőnek – Maggie Cheung          | Elnyerte |
| Arany Paripa Filmfesztivál     | Arany Paripa-díj a legjobb rendezőnek                                 | Jelölve  |
| Arany Paripa Filmfesztivál     | Arany Paripa-díj a legjobb eredeti forgatókönyvnek                    | Jelölve  |
| Arany Paripa Filmfesztivál     | Arany Paripa-díj a legjobb operatőrnek                                | Elnyerte |
| Arany Paripa Filmfesztivál     | Arany Paripa-díj a legjobb sminknek és kosztümnek                     | Elnyerte |
| Arany Paripa Filmfesztivál     | Arany Paripa-díj a legjobb díszletnek                                 | Jelölve  |
| Arany Paripa Filmfesztivál     | Arany Paripa-díj a legjobb filmzenének                                | Jelölve  |
| 2000-es Hongkongi Filmdíjak    | Hongkongi Filmdíj a legjobb filmnek                                   | Jelölve  |
| 2000-es Hongkongi Filmdíjak    | Hongkongi Filmdíj a legjobb rendezőnek                                | Jelölve  |
| 2000-es Hongkongi Filmdíjak    | Hongkongi Filmdíj a legjobb forgatókönyvnek                           | Jelölve  |
| 2000-es Hongkongi Filmdíjak    | Hongkongi Filmdíj a legjobb férfi főszereplőnek – Tony Leung Chiu-wai | Elnyerte |
| 2000-es Hongkongi Filmdíjak    | Hongkongi Filmdíj a legjobb női főszereplőnek – Maggie Cheung         | Elnyerte |
| 2000-es Hongkongi Filmdíjak    | Hongkongi Filmdíj a legjobb női mellékszereplőnek                     | Jelölve  |
| 2000-es Hongkongi Filmdíjak    | Hongkongi Filmdíj a legjobb új színésznek – Siu Ping-Lam              | Jelölve  |
| 2000-es Hongkongi Filmdíjak    | Hongkongi Filmdíj a legjobb operatőrnek                               | Jelölve  |
| 2000-es Hongkongi Filmdíjak    | Hongkongi Filmdíj a legjobb vágásnak                                  | Elnyerte |
| 2000-es Hongkongi Filmdíjak    | Hongkongi Filmdíj a legjobb díszletnek                                | Elnyerte |
| 2000-es Hongkongi Filmdíjak    | Hongkongi Filmdíj a legjobb jelmeznek és sminknek                     | Elnyerte |
| 2000-es Hongkongi Filmdíjak    | Hongkongi Filmdíj a legjobb filmzenének                               | Jelölve  |